# Melanoselinum moniza
Melanoselinum moniza är en flockblommig växtart som först beskrevs av Ramón Masferrer y Arquimbau, och fick sitt nu gällande namn av Auguste Jean Baptiste Chevalier. Melanoselinum moniza ingår i släktet Melanoselinum och familjen flockblommiga växter. Inga underarter finns listade i Catalogue of Life.